# André Coutant
Pour les articles homonymes, voir Coutant.
André Coutant (né le 21 octobre 1906 à Paris, mort le 25 mai 1983 à Septeuil) est un inventeur français, constructeur de matériel de prise de vue pour le cinéma.

## Biographie

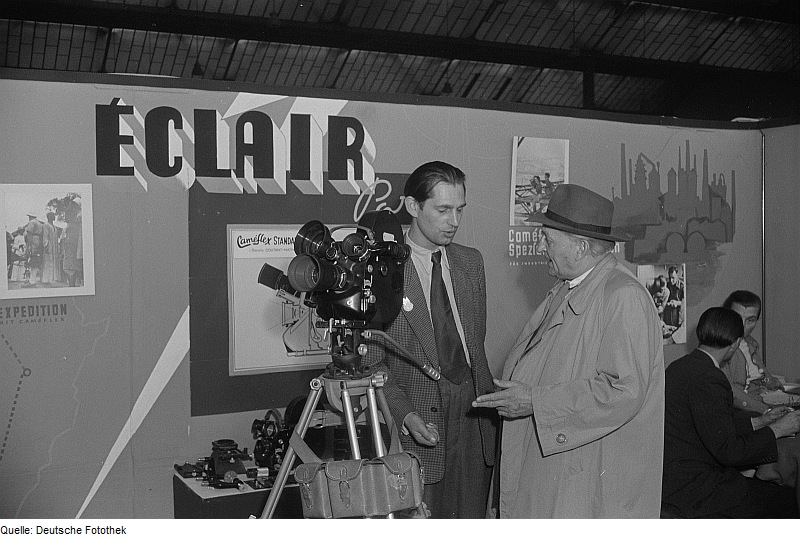
Stand de la société Laboratoires Éclair présentant une caméra Caméflex en 1952.

André Coutant est ingénieur de formation, il fait ses études à l'École industrielle et commerciale de Paris. Il s'intéresse au cinéma à partir de 1925 en rentrant chez Continsouza-Pathé. Il poursuit sa carrière chez l'inventeur André Debrie, connu pour ses caméras du cinéma muet.
Il met au point divers types de caméras, dont la Caméflex standard (1947), l'Aquaflex (1948), Le Camé 300 Reflex (1949), le Cameflex standard 16–35 mm (1950), le Cameflex télévision (1951) ainsi que différentes variantes.
André Coutant présente la caméra Éclair 16 en 1963, première caméra portable et suffisamment silencieuse pour être utilisée avec une prise de son en direct.
Il est l'auteur de plus de 70 brevets, dont des pieds panoramiques, des appareils de mesure, un asservisseur de luminance pour lunettes d'astronomie, etc.
Il fait partie du jury du Festival de Cannes 1967. 
Il est récompensé pour la Caméflex (conjointement avec Jacques Mathot) par un Oscar technique en 1950. Sa caméra est utilisée en particulier par Orson Welles pour Le Procès (1962) ou Francis Ford Coppola pour Apocalypse Now (1979).
Il était président d'honneur des ingénieurs et techniciens du cinéma.
Il est décédé le 24 mai 1983.